# Lipochromis sp. nov. 'black cryptodon
Lipochromis sp. nov. 'black cryptodon је зракоперка из реда Perciformes и фамилије Cichlidae. 

## Угроженост
Ова врста је крајње угрожена и у великој опасности од изумирања.

## Распрострањење
Танзанија је једино познато природно станиште врсте.

## Станиште
Станиште врсте су слатководна подручја.